# Cranves-Sales
Cranves-Sales é uma comuna francesa na região administrativa de Auvérnia-Ródano-Alpes, no departamento da Alta Saboia. Estende-se por uma área de 13.6 km². Em 2010 a comuna tinha 7 068 habitantes (densidade: 519,7 hab./km²).